# Muskegon Mohawks
Muskegon Mohawks byl profesionální americký klub ledního hokeje, který sídlil v Muskegonu ve státě Michigan. V letech 1965–1984 působil v profesionální soutěži International Hockey League. Mohawks ve své poslední sezóně v IHL skončily v základní části. Své domácí zápasy odehrával v hale L. C. Walker Arena s kapacitou 4 000 diváků.
Založen byl v roce 1965 po přejmenování týmu Muskegon Zephyrs na Muskegon Mohawks. Zanikl v roce 1984 přejmenováním na Muskegon Lumberjacks. Jednalo se o vítěze Turner Cupu ze sezóny 1967/68.

## Úspěchy
- Vítěz Turner Cupu ( 1× )
  - 1967/68

## Přehled ligové účasti
Zdroj: 
- 1965–1969: International Hockey League
- 1969–1970: International Hockey League (Severní divize)
- 1970–1971: International Hockey League
- 1971–1980: International Hockey League (Severní divize)
- 1980–1981: International Hockey League (Západní divize)
- 1981–1982: International Hockey League
- 1982–1983: International Hockey League (Západní divize)
- 1983–1984: International Hockey League